# Escut d'Albesa
L'escut oficial d'Albesa té el següent blasonament:
Escut caironat: de sinople, un àlber d'argent; el peu escacat d'or i de sable. Per timbre una corona mural de vila.

## Història
Va ser aprovat el 3 de febrer del 1998.
L'àlber és un senyal parlant referent al nom de la vila. El peu reprodueix l'escacat dels comtes d'Urgell, que van conquerir la localitat als musulmans en el segle xii.